# Ne mogu skazat prosjjaj
Ne mogu skazat prosjjaj (russisk: Не могу сказать «прощай») er en sovjetisk spillefilm fra 1982 af Boris Durov.

## Medvirkende
- Sergej Vartjuk - Sergej Vatagin
- Anastasia Ivanova - Lida Tenjakova
- Tatjana Parkina - Marta
- Sofja Pavlova - Jevdokija Semjonovna
- Aleksandr Korsjunov - Vasilij